# Lipicán

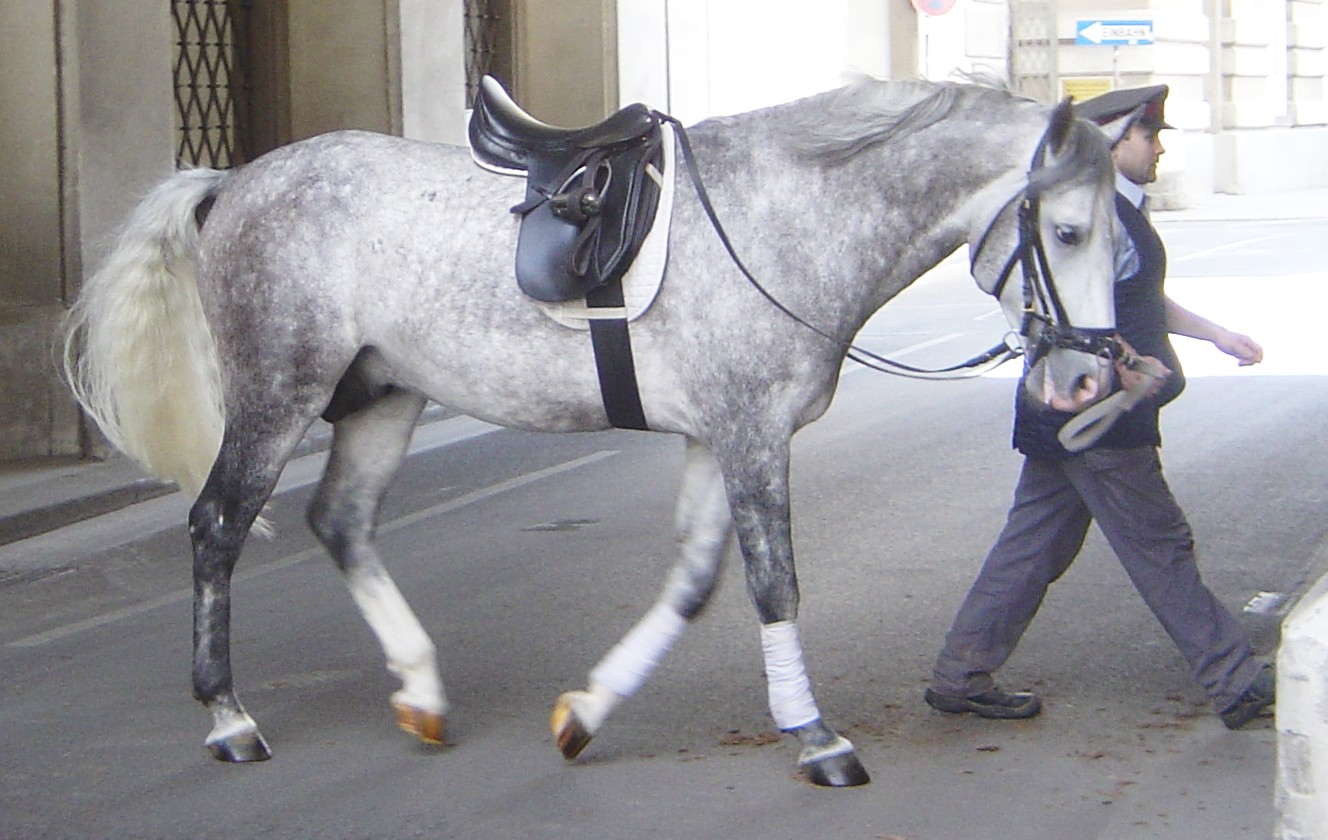
Lipicán ve Španělské jezdecké škole ve Vídni

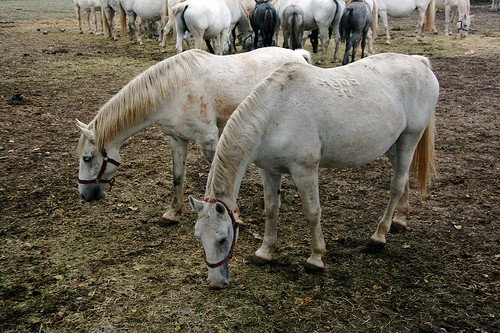
Lipicán v hřebčíně v Lipici

Lipicán (slovinsky Lipicanec) je koňské plemeno úzce spojené se Španělskou jezdeckou školou ve Vídni. Počátky chovu těchto koní sahají do 16. století a do slovinské vesnice Lipica, podle níž nese celé plemeno své jméno.

## Historie chovu
Rok po založení hřebčína v Kladrubech rozhodl císař Rudolf II. roku 1580 o založení dalšího chovatelského centra v Lipici nedaleko Terstu u Jadranu.
V rakouském Piberu nedaleko Grazu je chovná základna lipicánů pro Španělskou jezdeckou školu ve Vídni (Spanische Hofreitschule). Zde se chovají koně od roku 1920 s výjimkou válečných let za druhé světové války, kdy byl chov přesunut do městečka Hostouň na Domažlicku. Menší počet lipicánů najdeme také na Slovensku v městečku Topoľčianky, dále pak v Maďarsku a v Srbsku.

## Vídeňští lipicáni
Hřebčín v Piberu dodává koně pro vídeňskou Španělskou jezdeckou školu. Mladí hřebci jsou umístěni na alpské pastviny, kde několik let sílí, a vybraní jedinci pak putují do Vídně k dalšímu výcviku. Po pěti až sedmi letech jsou připraveni k vystoupení před obecenstvem formou Morgenarbeit (dopolední trénink za poplatek přístupný veřejnosti) nebo večerních představení, která jsou ovšem na dlouhé měsíce předem vyprodaná. Díky své odolnosti a dlouhověkosti nejsou výjimkou koně vystupující ve věku dvaceti až pětadvaceti let. Součástí inventáře vídeňské jezdecké školy jsou i postroje a barokní sedla stará 200 let, stále plně funkční a používaná. Část roku tráví vystupující koně na "letním bytě" v rakouském Heldenbergu, kam jsou každoročně převezeni, aby relaxovali a nabrali síly. Zde je možno je navštívit a zhlédnout občasné vystoupení těchto překrásných zvířat.

## Popis plemene
Je to středně velký teplokrevník, zástupci tohoto plemene mají většinou bílou barvu srsti. Je to kůň velmi mírumilovný, hodný, vyniká svojí učenlivostí a proto se hodně používá v cirkusech a jezdeckých školách. Je také vhodný jako kůň jezdecký nebo kočárový. Není tak rychlý, ale je spíše vytrvalý. Je blízký příbuzný starokladrubského koně (Equus Bohemicus). Jako u starokladrubského bělouše se hříbata rodí téměř černá, postupně začínají šednout, až srst zbělá – tento proces může trvat i desítky let. Příležitostně se vyskytnou i hnědáci, ti však nejsou zařazeni do chovu, avšak je tradicí Španělské školy mít jednoho hnědáka. Lipicán dospívá pomalu, ale výkonnost si drží do vysokého věku.

## Chovné linie
V chovu lipicána bylo založeno šest linií podle šesti hlavních hřebců, kteří se považují za zakladatele slavných kmenů. Byli to:
- Favory – plavák, narozený v roce 1779 v hřebčíně v Kladrubech nad Labem
- Maestoso – kladrubský bělouš, narozený roku 1773
- Conversano – vraník, narozený v roce 1767
- Neapolitano – hnědák neapolitánský kůň, narozený v roce 1790
- Pluto – frederiksborg, narozený v roce 1765
- Siglavy – pravý arabský hřebec, nar. v roce 1810, import z Arábie